# کومبلن-او-پون
شهر کومبلن-او-پون (به فرانسوی: Comblain-au-Pont) در شهرستان لیئژ  در استان لیئژ  در منطقه فدرال والوون در کشور بلژیک واقع شده‌است.